# 弗亞濟沃克 (切爾卡瑟州)
49°10′15″N 31°24′33″E / 49.17083°N 31.40917°E
弗亞濟沃克（烏克蘭語：В'язівок）是位於烏克蘭中部的村莊，由切爾卡瑟州裡茲韋尼霍羅德卡區的維利沙納市鎮負責管轄。該村始建於1653年，面積20.6平方公里，海拔高度123米，2010年人口2,716，人口密度每平方公里131.8人。